# Научный проезд
Нау́чный прое́зд (название утверждено в 1972 году) — улица в районе Черёмушки Юго-западного административного округа города Москвы. Начинается и заканчивается улицей Обручева. Опоясывает собой 35-й квартал Новых Черёмушек.

## Происхождение названия
Назван в честь развития науки в СССР, а также по своему расположению: в 35-м квартале Новых Черёмушек находилось большое количество научно-исследовательских институтов биологической и медицинской направленности (в том числе и ВНИИ Биотехнологии).

## Здания и сооружения
Подавляющее большинство зданий и сооружений на Научном проезде расположено внутри кольца, образованного собственно Научным проездом и улицей Обручева — на чётной стороне Научного проезда.
По нечётной стороне:
- ГСК «Победа-23» — дом 7.
- ГСК «Автовладелец-25» — дом 9.
- ГСК № 34 — дом 11.
- Офисно деловой комплекс «9 Акров, фаза 1» — дом 17.
- БЦ «9 Акров, фаза 2» — дом 19.

По чётной стороне:

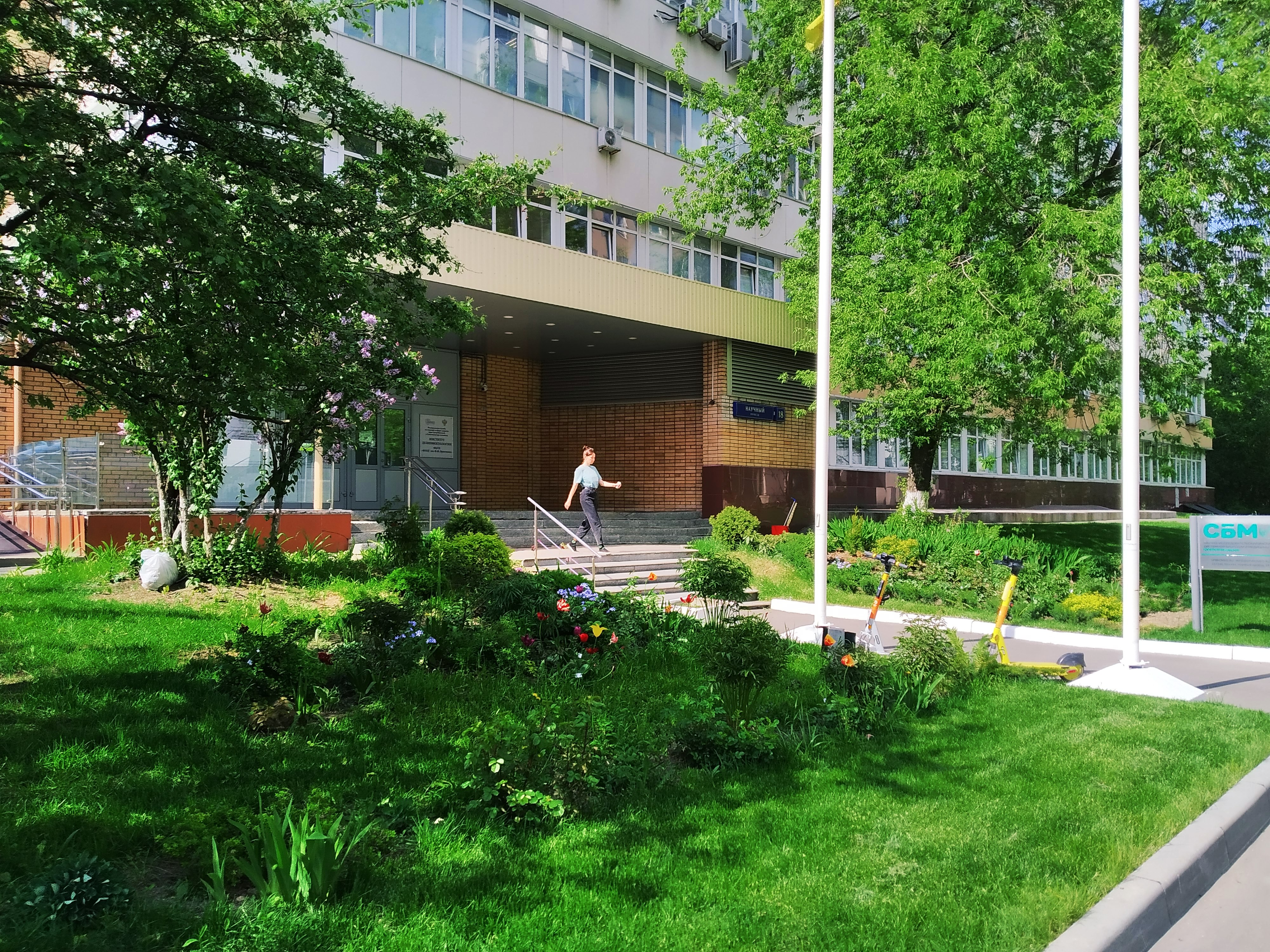
Научно-исследовательский институт дезинфектологии Роспотребнадзора

- ГУП «Специальное предприятие при правительстве Москвы» — дом 4а.
- Офисный центр «На Научном» — дом 8 строения 1, 2, 6, 9, 12, 13.
- Гипронииздрав — дом 12.
- НИИ Витаминов — дом 14а.
- ФГУН «Научно-исследовательский институт дезинфектологии Роспотребнадзора» — дом 18.
- Второй часовой завод «Слава» — филиал — дом 20.

## Транспорт
- Станции метро:
  - «Калужская» (Калужско-Рижская линия)
  - «Воронцовская» (Большая кольцевая линия)
  - «Зюзино» (Большая кольцевая линия)
- Автобус № 961 (по будням с 06:30 до 20:00 только в направлении от улицы Обручева к станции метро «Калужская»).